# Warhawk (videogioco 1995)
Warhawk è un videogioco sparatutto di ambientazione futuristica pubblicato per Sony PlayStation, sviluppato dalla SingleTrac e pubblicato dalla Sony Computer Entertainment. È stato originariamente pubblicato il 10 novembre 1995 in America del Nord ed un mese dopo in Europa. È stato successivamente ripubblicato come parte di una serie di Greatest Hits della Sony. Nel 2007 è stato prodotto un remake omonimo unicamente multigiocatore, reso disponibile per PlayStation 3 e sviluppato dalla Incognito.

## Modalità di gioco
In questo gioco composto da sei livelli, il giocatore è alla guida di un velivolo VTOL futuristico, manovrabile con controlli di volo a 360 gradi e dotato di radar, razzi e cannoni al plasma.
Il gioco è privo di salvataggi, e presenta solo un sistema di password che si presenta alla fine di ogni livello. Il giocatore ha inoltre a disposizione tre vite, ognuna delle quali è persa quando il velivolo subisce troppi danni o il giocatore ne viene espulso, a seguito del quale il velivolo viene teletrasportato alla base, riparato e riportato nel livello le prime due volte che accade.
La trama del gioco è incentrata su un aspirante dittatore di nome Kreel, che minaccia il mondo con i suoi eserciti apparentemente inarrestabili. I due protagonisti, "Hatch" e "Walker" fanno parte di una forza internazionale devota a combattere Kreel e i suoi seguaci, la cui fonte si rivelerà essere il mercurio rosso, che dona loro una sorta di invulnerabilità. A seconda delle azioni intraprese dal giocatore, il gioco termina con numerosi epiloghi e game over, tutti testuali.

## Accoglienza
| Testata             | Giudizio |
| ------------------- | -------- |
| EGM                 | 9.125/10 |
| Electric Playground | 10/10    |
| Next Generation     | [ 3 ]    |

Warhawk ha ricevuto un'accoglienza assai positiva. I critici ne hanno lodato i controlli precisi, le musiche, le grafiche, gli effetti sonori, e soprattutto la libertà e la varietà permessa da un mondo open world tridimensionale e i controlli di volo complessi, anche se alcuni hanno considerato il gioco troppo breve.

## Curiosità
Il videogioco Twisted Metal: Black ha come boss finale una versione del velivolo Warhawk.